# フレヤ・スターク

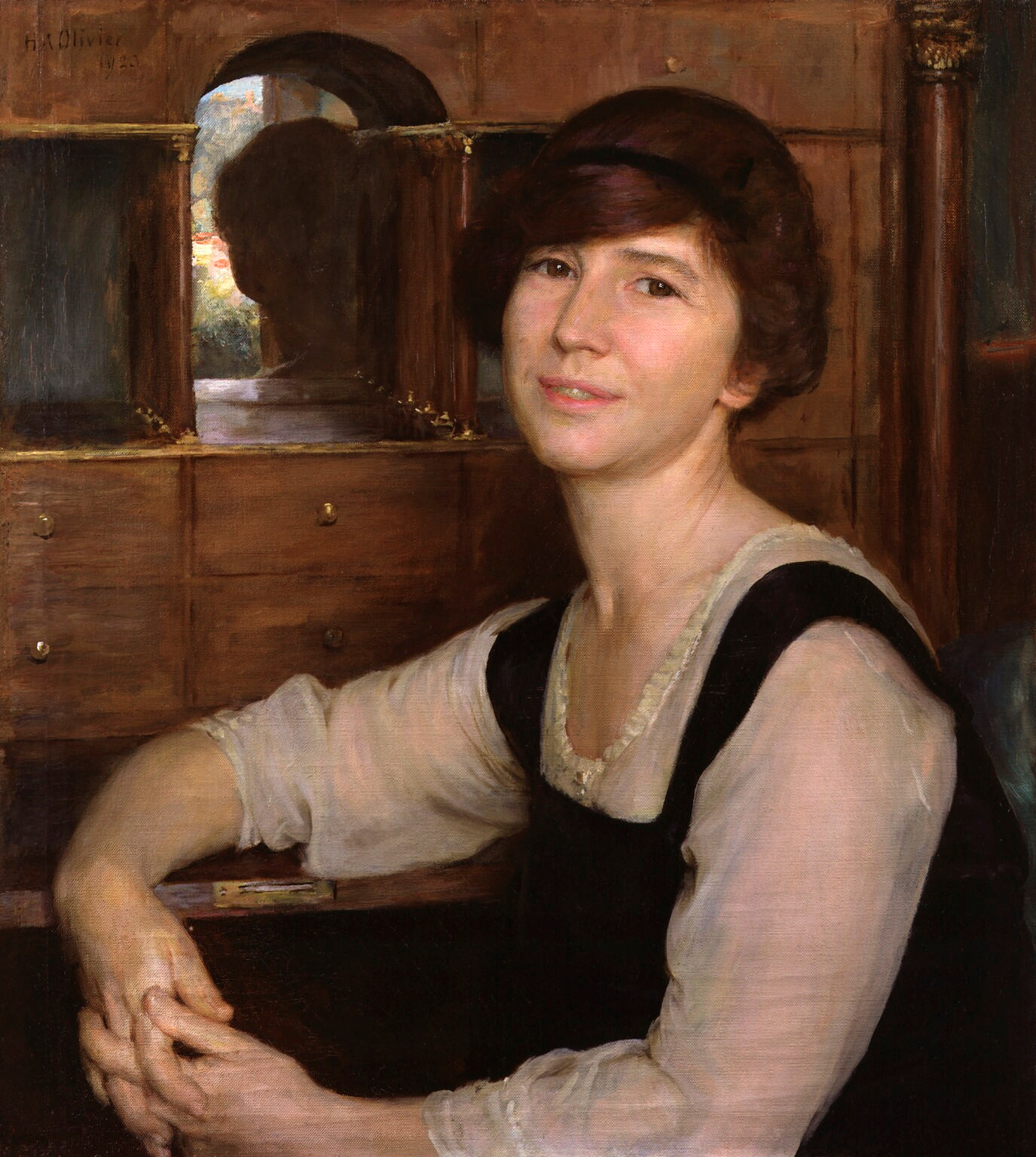
フレヤ・スターク
(画)Herbert Arnould Olivier(1923)

フレヤ・スターク（Freya Madeline Stark、1893年1月31日 - 1993年3月9日、女性）は、イギリスの探検家、旅行作家、東洋学者。

## 生涯
イギリス人の父とイタリア系の母の間に、パリで生まれた。両親とも画家であり、母方の祖母の家がジェノアにあるという理由で、幼少期の大半は北部イタリア（ヴェネト州アーゾロ）で過ごす。9歳の誕生日に叔母が『千夜一夜物語』を贈ってくれたことや家の近所にシリア人の宣教師が住んでいたことが、フレヤに東洋へのあこがれをかきたてた。病気で数ヶ月間も身動きできない期間にフランス語の小説（特に大デュマ）を好んで読み、ラテン語にまで手をだした。ロンドン大学のベックフォード・カレッジ、東洋学院でアラビア語とペルシア語を学び、第1次世界大戦中はイタリアで看護師として勤務する。1927年11月に久しぶりにアーゾロを訪問し、そこから船便でベイルートへ向かったのが最初の東洋旅行である。レバノンにいた詩人ジェームズ・エルロイ・フレッカー（James Elroy Flecker）の自宅と、イギリス高等弁務官がいるバグダードを根拠地にして周囲を旅行している。1931年から彼女はヨーロッパ人がほとんど行っていないイラン辺境を踏査し、アラビア半島南部への危険な探検も一人で敢行した。第2次世界大戦中はイギリス情報省（Ministry of Information）に所属し、連合国へのアラブ勢力の加盟、少なくとも中立を確保するための宣伝活動に従事した。1942年、アラビア周辺の探険、研究に対して、イギリスの王立地理学会から金メダル（創立者メダル）を贈られた。
1947年に東洋学者で歴史学者のステュワート・ペロウン（Stewart Perowne）と結婚する。その後も90歳代まで西アジア旅行を続け、1972年には本国からデイムの位を授けられている。アーゾロで没する。

## 著作
- Baghdad Sketches (Baghdad, The Times Press Ltd, 1932; first London, John Murray edition 1937).
- The Valleys of the Assassins (London, 1934).
  - 日本語訳：勝藤猛・訳『暗殺教団の谷　女ひとりイスラム辺境を行く』（1982年、現代教養文庫）
- The Southern Gates of Arabia (London, 1936).
- Seen in the Hadhramaut (London 1938).
- A Winter in Arabia (London, 1940).
- Letters from Syria (London, 1943).
- East is West (London, 1945).
- Perseus in the Wind  (London, 1948).
- Traveller's Prelude (London, 1950).
- Beyond Euphrates. Autobiography 1928-1933 (London, 1951).
- The Coast of Incense (London, 1953).
- Ionia, A Quest (London, 1954).
- The Lycian Shore (London, 1956).
- Alexander's Path: From Caria to Cilicia (London, 1958).
- Riding to the Tigris (London, 1959).
  - 日本語訳：篠田一士・訳「チグリス騎馬行」：『コン・ティキ号探検記・チグリス騎馬行・恐竜を求めて　―　風の道』（1978年、筑摩書房）より
- Dust in the Lion's Paw. Autobiography 1939-46 (London, 1961).
- Rome on the Euphrates (London, 1966).
- The Zodiac Arch (London, 1968).
- The Minaret of Djam, an excursion in Afghanistan (London, 1970).
- A Peak in Darien (London 1976).
- The Journey's Echo: Selected Travel Writings (Ecco, 1988). ISBN 0-880-01218-8